# 威廉·蘇爾皮·庫爾茨
威廉·蘇爾皮·庫爾茨（德語：Wilhelm Sulpiz Kurz，1834年5月5日—1878年1月15日）是一名德國植物學家，曾在茂物和加爾各答擔任園長。他曾在印度、印尼、緬甸、馬來西亞和新加坡工作。

## 生平
庫爾茨出生於慕尼黑附近的奧古斯堡，是卡爾·馮·馬蒂烏斯的學生。他在慕尼黑大學學習植物學、礦物學和化學。1854年，家庭的不幸使他放棄學業，移居荷蘭，並在那裡當了一名藥劑師。之後，他加入了荷蘭殖民軍醫療服務隊，並於1856年9月乘船前往爪哇島。1857年3月，他搬到了班卡（Banka），1859年，他參加了前往蘇拉威西島博里（Bori）的探險隊。同年9月，他加入了布伊滕佐爾格植物園，在那裡他可以使用大型圖書館，並與植物學家一起工作。1864年，托馬斯·安德森到荷蘭殖民地考察金雞納樹的種植情況，他在安德森的引誘下回到加爾各答，擔任植物標本館館長，直至去世。
1866年，庫爾茨被派去研究安達曼群島的植物群。在南安達曼群島期間，他遭到囚犯的襲擊並被捆綁在森林中，因此放棄了該計畫並返回加爾各答。1867年，他應邀為英屬緬甸的森林官員撰寫植物學教科書，促使他前往該地區進行旅行和採集。1877年11月，他離開加爾各答前往檳城，但在12月抵達時病倒，1878年1月15日逝世，享年43歲。

## 研究工作
庫爾茨的主要著作是《英屬緬甸的森林植物群》（Forest Flora of British Burma），1877年出版於加爾各答，共兩卷。他也曾在《孟加拉亞洲學會雜誌》（Journal of the Asiatic Society of Bengal）和《植物學雜誌》上發表文章。